# Sylvain Cachard
Pour les articles homonymes, voir Cachard.
Sylvain Cachard, né le 25 décembre 1998 à Mont-Saint-Aignan, est un coureur de fond français spécialisé en course en montagne. Il est champion d'Europe de course en montagne en montée et descente 2022 et triple champion de France de course en montagne.

## Biographie
Sylvain fait ses débuts en athlétisme durant sa jeunesse et se spécialise d'abord en cross-country. Lassé de courir sur la piste, il découvre les disciplines de course nature et se spécialise en course en montagne.
Il décroche sa première sélection internationale dans l'équipe junior en 2016 et remporte la médaille de bronze par équipes aux championnats du monde de course en montagne avec Johann Baujard et Robin Faricier.
Il se révèle véritablement en 2019. Face à un plateau relevé au Trophée Nasego, Sylvain crée la surprise en prenant la deuxième place devant plusieurs des favoris. Il s'empare de la médaille d'argent aux championnats de France de course en montagne à Saint-Gervais-les-Bains, battu seulement par le vétéran Didier Zago. Il démontre également de bonnes performances sur trail court en se parant également d'argent au championnat de France de trail court à Méribel derrière Thomas Cardin. Le 19 octobre, il se distingue sur le marathon des Causses en menant la course de bout en bout face à une concurrence relevée.
Il devient sportif professionnel en 2020 et confirme ses bons résultats malgré la saison écourtée par la pandémie de Covid-19. Le 2 août, il livre un duel serré avec l'Italien Francesco Puppi lors du Fletta Trail et s'incline finalement pour seulement quinze secondes. Le 23 août, il s'immisce parmi les meilleures coureurs italiens venus concourir les championnats d'Italie de course en montagne lors d'une unique épreuve au Mémorial Partigiani Stellina. Sylvain parvient à tenir tête au favori Cesare Maestri mais termine à nouveau deuxième. Le 27 septembre, il s'élance sur les pentes du SuperDévoluy pour se battre pour le titre national de course en montagne. Faisant fi des conditions hivernales, il parvient à battre Thomas Cardin pour décrocher le titre. Une semaine plus tard, il retrouve Francesco Puppi sur le Trophée Nasego et prend sa revanche sur dernier en s'offrant la victoire. Il conclut sa saison en devenant le premier Français à remporter la course de Šmarna Gora en battant plusieurs des favoris dont l'Italien Cesare Maestri. Ces excellents résultats le propulsent à la place de numéro un du nouveau classement de course en montagne inauguré par la World Mountain Running Association.
Le 12 septembre 2021, il défend avec succès son titre de champion de France de course en montagne en battant le surprenant Théodore Klein à Ancelle.
Le 8 mai 2022, il s'élance sur la Skyrace des Matheysins en prenant d'emblée les commandes de la course, suivi de près par le Suisse Christian Mathys et le reste du peloton. À l'entrée du sentier du diable, il accélère et distancie ses adversaires. Il s'impose en solitaire en 2 h 14 min 40 s, battant de neuf minutes le record du parcours détenu par Frédéric Tranchand. Il devient leader provisoire du classement de la Skyrunner World Series. Le 12 juin, il prend le départ des championnats de France de course en montagne à Arrens-Marsous en tant que grand favori. Il assume son rôle et domine les débats du début à la fin pour remporter son troisième titre d'affilée. Le 3 juillet, il prend le départ de l'épreuve de montée et descente aux championnats d'Europe de course en montagne et trail à El Paso. Il mène la première partie de course aux côtés de l'autre favori, l'Italien Cesare Maestri. À mi-parcours, il parvient à faire la différence et se détache seul en tête pour s'offrir le titre. Il remporte de plus la médaille de bronze au classement par équipes.
Après un début d'année 2024 marquée par une fracture de fatigue, Sylvain Cachard a dû renoncer à défendre son titre de champion d'Europe de course en montagne, mais début août, sur l'épreuve de course en montagne Sierre-Zinal en Suisse, il a amélioré le temps de référence français de 1 min 37 s, passant de 2 h 34 min 22 s à 2 h 32 min 45 s. Fin août, il prend le départ de l'OCC, son premier trail aussi long (55 km), et termine 17e. Fin septembre, il gagne la 10e et dernière édition de la Skyrhune au Pays basque, puis la VO2 dans le cadre du Festival des Templiers.

## Palmarès
| no  | masculin           | Course                                                           | Longueur | Départ            | Temps           |
| --- | ------------------ | ---------------------------------------------------------------- | -------- | ----------------- | --------------- |
| 3e  | Médaille de bronze | Kilomètre vertical du Mont-Blanc                                 | 3,8 km   | 23 juin 2017      | 37 min 22 s     |
| 2e  | Médaille d'argent  | Trail Givré                                                      | 22 km    | 3 février 2019    | 1 h 21 min 52 s |
| 2e  | Médaille d'argent  | Trail du Ventoux 26 km                                           | 22 km    | 17 mars 2019      | 1 h 53 min 9 s  |
| 2e  | Médaille d'argent  | Trophée Nasego                                                   | 20,6 km  | 19 mai 2019       | 1 h 36 min 49 s |
| 1re | Médaille d'or      | Marathon des Causses                                             | 38 km    | 19 octobre 2019   | 3 h 6 min 11 s  |
| 2e  | Médaille d'argent  | Fletta Trail                                                     | 21 km    | 2 août 2020       | 1 h 26 min 41 s |
| 2e  | Médaille d'argent  | Kilomètre vertical de Méribel                                    | 2,5 km   | 8 août 2020       | 35 min 55 s     |
| 2e  | Médaille d'argent  | Mémorial Partigiani Stellina                                     | 14,4 km  | 23 août 2020      | 1 h 21 min 19 s |
| 1re | Médaille d'or      | Championnats de France de course en montagne                     | 12,5 km  | 27 septembre 2020 | 56 min 8 s      |
| 1re | Médaille d'or      | Trophée Nasego                                                   | 20,6 km  | 4 octobre 2020    | 1 h 34 min 11 s |
| 1re | Médaille d'or      | Course de Šmarna Gora                                            | 10 km    | 10 octobre 2020   | 41 min 47 s     |
| 1re | Médaille d'or      | Championnats de France de course en montagne                     | 13,6 km  | 12 septembre 2021 | 57 min 20 s     |
| 1re | Médaille d'or      | Skyrace des Matheysins                                           | 25,5 km  | 8 mai 2022        | 2 h 15 min 40 s |
| 1re | Médaille d'or      | Championnats de France de course en montagne                     | 11,5 km  | 12 juin 2022      | 53 min 59 s     |
| 1re | Médaille d'or      | Championnats d'Europe de course en montagne - Montée et descente | 17,6 km  | 3 juillet 2022    | 1 h 6 min 2 s   |
| 3e  | Médaille de bronze | Giir di Mont Uphill                                              | 9 km     | 30 juillet 2022   | 47 min 22 s     |
| 4e  | 4e                 | Sierre-Zinal                                                     | 31 km    | 12 août 2023      | 2 h 34 min 22 s |
| 3e  | Médaille de bronze | Mémorial Partigiani Stellina                                     | 6,5 km   | 27 août 2023      | 35 min 2 s      |
| 1re | Médaille d'or      | Skyrhune                                                         | 21 km    | 21 septembre 2024 | 1 h 56 min 18 s |
| 1re | Médaille d'or      | VO2 Trail                                                        | 17,3 km  | 19 octobre 2024   | 1 h 11 min 11 s |
| 3e  | Médaille de bronze | Ultra-Trail Snowdonia by UTMB - 50K                              | 55 km    | 17 mai 2025       | 5 h 57 min 2 s  |

## Records
| Épreuve       | Performance   | Date              | Lieu            |
| ------------- | ------------- | ----------------- | --------------- |
| 800 mètres    | 2 min 15 s 42 | 16 avril 2014     | Millau          |
| 1 500 mètres  | 4 min 14 s 26 | 27 août 2015      | Perpignan       |
| 3 000 mètres  | 9 min 6 s 23  | 27 septembre 2015 | Toulouse        |
| 10 kilomètres | 30 min 9 s    | 8 mars 2020       | Bourg-en-Bresse |